# Silky terrier

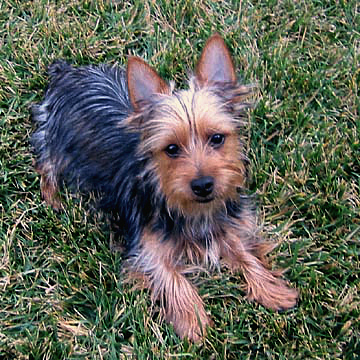
Silkyterrier, unghund med ännu inte fullt utvuxen päls.

Silky terrier är en hundras från Australien som hör till rasgruppen terrier. Rasen uppkom i slutet av 1800-talet genom korsning mellan australisk terrier och yorkshireterrier. Den hålls som sällskapshund.

## Historia
I den allra tidigaste härstamningen finns möjligen både enstaka skyeterrier och dandie dinmont terrier. 1906 skrevs en rasstandard i Sydney och en annan i Victoria. 1926 slogs standarderna samman och rasen blev känd som Sydney Silky Terrier. Ända till 1930-talet rådde inga avelsrestriktioner mellan de tre raserna yorkshireterrier, australisk terrier och silky terrier. Innan stamböckerna då slöts kunde valpar från samma kull registreras som olika raser. 1955 bestämdes rasens inhemska namn till Australian Silky Terrier och 1959 grundades den första rasklubben i Australien. I Sverige är det officiella namnet silky terrier.

## Egenskaper
Rasen är trots sin litenhet robust, den har ett piggt temperament och trivs med att få vara aktiv. Den fungerar bra inomhus, men kan som många andra terrier ha en tendens att vakta och skälla på främlingar om den inte lydnadstränas. 

## Utseende
Silky terriern är en liten och rektangulärt byggd terrier. Enligt rasstandaren skall en hanhund ha en mankhöjd på cirka 23–26 centimeter. En tik kan vara lite mindre. Vikten skall enligt rasstandarden stå i proportion till mankhöjden (normal vikt för många hundar är 3,5-4,5 kilogram, men kan vara upp mot 5 kilogram). Pälsen hos fullvuxna hundar är glansig och lång, men inte så lång att den når marken, och för rasen karaktäristiskt silkig i sin struktur. Färgen är blue and tan. Hos den unga valpen är pälsen dock kortare och mer svart än gråblå. De små öronen är v-formade och upprätta. Ögonen är mörka. Ursprungligen kuperades svansen på den här rasen, men kupering är nu förbjuden i Sverige. Enligt rasstandaren ska svansen bäras upprätt, men en något böjd svans tillåts.

### Pälsvård
Pälsvård måste ske regelbundet, noggrannheten beror på om det är en utställningshund eller ren sällskapshund. Borsta man pälsen dagligen hålls den fin och fri från tovor. På öronen, svansen och tassarna skall rasen inte ha långt hår så därför behöver man klippa dessa med jämna mellanrum.